# Ischiolepta draskovitsae
Ischiolepta draskovitsae är en tvåvingeart som beskrevs av Rohacek och Papp 1984. Ischiolepta draskovitsae ingår i släktet Ischiolepta och familjen hoppflugor.
Artens utbredningsområde är Nordkorea. Inga underarter finns listade i Catalogue of Life.